# Vitrinella diaphana
Vitrinella diaphana är en snäckart som först beskrevs av d'Orbigny 1842.  Vitrinella diaphana ingår i släktet Vitrinella och familjen Vitrinellidae. Inga underarter finns listade i Catalogue of Life.